# Список российских кавалерственных дам ордена Королевы Марии Луизы

## Список дам
| №  | Дата награждения | Портрет | Имя                                                     | Годы жизни      | Примечание                                                                             |
| -- | ---------------- | ------- | ------------------------------------------------------- | --------------- | -------------------------------------------------------------------------------------- |
| 1  | 10 декабря 1817  |         | Елизавета Алексеевна                                    | 1779—1826       | Супруга императора Александра I                                                        |
| 2  | 10 декабря 1817  |         | Мария Фёдоровна                                         | 1759—1828       | Вдова императора Павла I                                                               |
| 3  | 13 января 1824   |         | Татищева, Юлия Александровна                            | 1785—1834       | Супруга (с 1810) дипломата Д. П. Татищева                                              |
| 4  | 7 августа 1826   |         | Александра Фёдоровна                                    | 1798—1860       | Супруга императора Николая I                                                           |
| 5  | 26 ноября 1827   |         | Строганова, Юлия Петровна, графиня                      | 1782—1864       | Вторая супруга (с 1827) графа Г. А. Строганова.                                        |
| 6  | 13 июля 1830     |         | Рибопьер, Екатерина Михайловна, графиня                 | 1788—1872       | Супруга (с 1809) графа А. И. Рибопьера                                                 |
| 7  | 1 февраля 1842   |         | Анна Павловна                                           | 1795—1865       | Дочь Павла I, королева Нидерландов                                                     |
| 8  | 1855             |         | Мария Александровна                                     | 1824—1880       | Супруга императора Александра II                                                       |
| 9  | 1855             |         | Бенкендорф, Луиза Филипповна, графиня                   | 1825—1890       | Супруга (с 1848) графа К. К. Бенкендорфа                                               |
| 10 | 1860             |         | Голицына, Луиза Трофимовна княгиня                      | 1810—1887       | Супруга (с 1832) князя М. Ф. Голицына                                                  |
| 11 | 1867             |         | Толстая, Елизавета Васильевна, графиня                  | 1826—1870       | Супруга графа И. М. Толстого                                                           |
| 12 | 1870-е           |         | Стриано, Наталья Александровна, княгиня                 | 1837—1897       | Супруга Этторе ди Сангро, князем Стриано, дочь А. М. Обрескова                         |
| 13 | 1870-е           |         | Альбукерк, Софья Сергеевна, герцогиня                   | 1838—1898       | Вдова герцога Шарля де Морни Супруга герцога Хосе Исидро Осорио и Сильва-База          |
| 14 | 1870-е           |         | Ольга Константиновна                                    | 1851—1926       | Супруга короля Георга Греческого                                                       |
| 15 | 1881             |         | Мария Фёдоровна                                         | 1847—1928       | Супруга императора Александра III                                                      |
| 16 | 1881             |         | Мария Александровна                                     | 1853—1920       | Дочь императора Александра II, супруга принца Альфреда герцога Эдинбургского           |
| 17 | 1880-е           |         | Торниелли-Брузатти-ди-Вергано, Ольга Андреевна, графиня | 1837—1897       | Дочь графини Е. П. Ростопчиной, супруга графа Иосифа Торниелли-Брузатти-ди-Вергано     |
| 18 | 1880-е           |         | Мария Павловна                                          | 1854—1920       | Супруга великого князя Владимира Александровича                                        |
| 19 | 1896             |         | Александра Фёдоровна                                    | 1872—1918       | Супруга императора Николая II                                                          |
| 20 | 1900-е           |         | Радовиц, Надежда Ивановна                               | 1840—1912       | Дочь дипломата И. П. Озерова Супруга (с 1868) германского посла Йозефа фон Радовица    |
| 21 | 1900-е           |         | Виктория Фёдоровна                                      | 1876—1936       | Супруга великого князя Кирилла Владимировича                                           |
| 22 | 1900-е           |         | Собанская, Софья Адамовна                               | 1885—после 1919 | Правнучка графа Станислава Замойского Супруга (c 1904) дипломата Владислава Собанского |